# 거시 규모
거시 규모(巨視 規模) 또는 거시 세계는 확대경 같은 도구 없이 맨눈으로 볼 수 있는 충분히 큰 현상이나 물체들의 길이 규모를 의미한다.
이를 물리적인 현상이나 물체에 적용할 때, 보통 거시 규모는 도구의 도움 없이 사람이 직접적으로 인지할 수 있는 것들이 존재하는 규모이다. 이는 몇백 마이크로미터 정도 되는 크기를 가진 물체의 관측(현미경 관찰)이나 이론(미시 물리학, 통계 물리학)이 성립하는 규모와는 대조적이다.
공을 예로 들어 보자. 거시 규모에서의 공은 그저 공일 뿐이다. 반면 미시 규모에서의 공은 현미경으로 관찰했을 때 보이는 작은 균열과 주름들로 뒤덮인 두껍고 둥그런 껍질일 것이다. 더 작은 수준으로 들여다본다면 분자들이 모이고 모여 대략적인 구의 형태를 이루고 있는 것일 것이다. 거시적인 관점을 취하는 물리학에는 열역학이 있다. 거시적인 관점과 미시적인 관점을 오고가는 분야에는 아마 역사학이 있을 것이다.
정확히 이런 거시적인 관점과 미시적인 관점으로 구분된 것은 아니지만 고전 역학과 양자 역학 또한 비슷하지만 조금은 다른 방법으로 구분된다. 축구공을 먼지 입자와 비교하는 것과 같이 고전적인 물체는 양자적인 물체보다 단순히 질량과 크기가 크다는 점에 착안해 단순히 물체의 크기의 차이로 고전 역학과 양자 역학을 구분지을 수 있을 것이다. 하지만 좀 더 생각해 본다면 고전 역학은 물질(또는 에너지)을 무한정 쪼개다 보면 결국 더 이상 쪼갤 수 없는 단위가 존재한다는 개념을 부정한다는 점에서 둘을 정확히 구분 지을 수 있다. 다시 말해서 고전 역학은 입자를 수학적으로 이상적인 개념으로 받아들이는데, 이 입자는 매우 작아서 기하학적인 점처럼 크기가 없는 점이지만 질량을 가지고 있다. 고전 역학은 또한 물체를 기하학적으로 연속적인 존재라고 여긴다. 이런 이상화된 개념들은 일상생활에는 직관과 잘 맞아 떨어지지만 분자, 원자, 양성자 또는 다른 아원자 입자들에 적용할 경우 전혀 맞지 않게 된다. 고전 역학은 다양한 방식으로 거시적인 이론이라고 생각될 수 있다. 하지만 원자나 분자처럼 매우 작은 규모에서 고전 역학은 실패하며 입자의 상호작용은 양자 역학에 의해 기술될 수 있다. 절대 0도 근처에서 보스-아인슈타인 응축은 거시적인 규모에서 양자 역학의 도움을 필요로 한다.

## 같이 보기
- 미시 규모 (Microscopic scale)
- 양자 영역 (Quantum realm)
- 입자물리학